# واوترت
واوترت (به فرانسوی: Vautorte) یک کامین در فرانسه است که در Canton of Ernée واقع شده‌است.

## خصوصیات
واوترت ۲۳٫۶۴ کیلومترمربع مساحت و ۵۸۱ نفر جمعیت دارد و ۲۱۵ متر بالاتر از سطح دریا واقع شده‌است.